# Katia a Marielle Labèquovy
Katia Labèque (* 11. března 1950 Bayonne) a Marielle Labèque (* 6. března 1952 Bayonne) jsou francouzské klavíristky, které tvoří sesterské klavírní duo.

## Životopis

### Vzdělání a raná klavírní dráha
Katia a Marielle Labèquovy se narodily v příhraničním městě Bayonne, ležícím v baskickém regionu na jihozápadním pobřeží Francie. Otec byl lékař a ragbista, který zpíval ve sboru opery v Bordeaux. Italská matka Ada Cecchiová, bývalá žačka pianistky Marguerite Longové, se stala první učitelkou klavíru obou sester v jejich třech a pěti letech. Po absolutoriu na pařížské konzertvatoři v roce 1968 začaly účinkovat s repertoárem pro klavír pro čtyři ruce a skladbami pro dva klavíry. Debutové album Les Visions de l'Amen od skladatele Oliviera Messiaena nahrály pod jeho uměleckým vedením. Následně se věnovaly soudobé vážné hudbě s přednesem děl Luciana Berii, Pierra Bouleze, Philippa Boesmanse, Györgyho Ligetiho a Oliviera Messiaena.

### Mezinárodní kariéra
Gershwinovy náhravky Rapsodie v modrém pro dva klavíry z roku 1980 v jejich provedení se prodalo přes půl milionu nosičů. Vedle klasického repertoáru vystupovaly s díly napříč žánry a styly, jakými jsou jazz, ragtime, flamenco, minimalismus, barokní hudba v provedení na dobové nástroje, stejně tak se podílely na skladbách pop music a experimentálního rocku.
S italským fagotistou Marcem Postinghelem realizovaly interpretaci barokní hudby na fortepiana objednaná v roce 1998. S těmito nástroji pak koncertovaly společně s italskou skupinou Il Giardino Armonico pod taktovkou Giovanniho Antoniniho. V roce 2000 vystoupily k bachovskému jubileu s německou Musica Antiqua Köln vedenou Reinhardem Goebelem. Účinkovaly také s komorním orchestrem English Baroque Soloists řízeným sirem Johnem Eliotem Gardinerem, benátským barokním orchestrem dirigovaným Andreou Marconim, či londýnským Orchestra of the Age of Enlightenment pod taktovkou sira Simona Rattla.
V berlínském amfiteátru Waldbühne zahrály v roce 2005 před 33 tisíci diváky na závěrečném koncertu sezóny Berlínských filharmoniků.
Některá díla byla zkomponována přímo pro sesterské duo, včetně skladby „Linea“ od Luciana Berii pro dva klavíry a bicí nástroje, díla „Water Dances“ pro dva klavíry od Michaela Nymana, skladby „Battlefield“ pro dva klavíry a orchestr od Richarda Dubugnona, „Nazareno“ pro dva klavíry, bicí a orchestr od autorů Osvalda Golijova a Gonzala Graua, „The Hague Hacking“ pro dva klavíry a orchestr skladatele Louise Andriessena, nebo dílo „Capriccio“ od Philippa Boesmansa.
Umělkyně se ujaly také instrumentální verze West Side Story pro dva klavíry a bicí upravené Irwinem Kostalem a zahrály Ravelovo Bolero v zápisu pro dva klavíry a baskické bubny s triem Kalakan. Ve Francii, Anglii, Itálii a na Kubě uvedly premiéru skladby „Four Movements“ pro dva klavíry od skladatele Philipa Glasse. V listopadu 2011 představily v londýnském Kings Place projekt 50 Years of Minimalism (50 let minimalismu) s díly autorů Johna Cage, Davida Chalmina, Williama Duckwortha, Arva Pärta, Michaela Nymana, Terryho Rileye, Steva Reicha, Howarda Skemptona, Nicoly Tescariho a dalších.

### Nahrávání
V období 1970–1997 klavírní duo nahrálo alba pro vydavatelství Erato (Warner Classics), Philips Records, EMI Classics, Sony Music Entertainment, a Decca Records. Následovala desetiletá přestávka než v roce 2007 sestry založily vlastní italský label KML Recordings, zaměřený nejen na klasickou hudbu. Vedle vlastního repertoáru produkují díla mladých umělců, včetně experimentálního rocku (B for Bang DimensionX, Dream House, Red Velvet) a lidové hudby (Mayte Martinová, Kalakan).
Roku 2005 založily v Římě nadaci „Fondazione Katia e Marielle Labèque“ s cílem prohloubení vztahu mezi hudbou a jejím dopadem, uváděním nových děl pro dva klavíry do života i podporou experimentálních skupin.
V roce 2012 zřídily nahrávací studio „Studio KML“ v Římě, jakožto místo střetnutí hudebníků podporovaných jejich nadací a členy zázemí vydavetelství KML Recordings. První nahrávkou vzešlou ze studia se stala skladba „Minimalist Dream House“.

### Soukromý život
Partnerem Katii Labèqueové je o 30 let mladší francouzský skladatel, producent a kytarista David Chalmin ze skupiny Triple Sun. Krátce vdaná byla za anglického kytaristu Johna McLaughlina, v jehož kapele účinkovala na počátku 80. let dvacátého století. Manželem Marielle Labèqueové je dirigent Semjon Byčkov, s nímž žije v Paříži. Sestry bydlely společně v několika evropských městech. V roce 1987 se přestěhovaly do Londýna a o šest let později do paláce v italské Florencii. Od roku 2005 jim patří část zrekonstruovaného paláce v Římě ze 17. století, kde sídlí jejich vydavatelství.

## Diskografie
- 1969 : Olivier Messiaen, Visions De L'Amen
- 1970 : Bartok, Sonata for 2 Pianos and Percussion
- 1972 : Rachmaninov, 24 Preludes & Suite No. 2
- 1972 : Hindemith – Martinu
- 1979 : Marius Constant : Psyche
- 1980 : Gershwin, Rhapsody In Blue / Piano Concerto In F
- 1981 : Brahms, Les 21 danses hongroises pour piano à 4 mains
- 1981 : Gershwin's songs (s Barbarou Hendricksovou)
- 1982 : Scott Joplin, Gladrags
- 1983 : Liszt, Réminiscences de Don Juan
- 1984 : Prokofiev, Peter and The Wolf a Saint Saëns, Le Carnaval des animaux (s Jicchakem Perlmanem a Izraelskou filharmonií pod vedením Zubina Mehty)
- 1984 : Rossini, Petite messe solennelle
- 1984 : Gershwin, An American in Paris
- 1985 : Gershwin, Rhapsody in Blue (s Cleveland Orchestra pod vedením Riccarda Chaillyho)
- 1985 : Bizet, Fauré, Ravel, Jeux d'Enfants
- 1985 : Bartók, Sonata for Two Pianos and Percussion; Concerto for Two Pianos, Percussion and Orchestra (se City of Birmingham Symphony Orchestra pod vedením sira Simona Rattla)
- 1987 : Stravinsky, Petrouchka / Concerto For 2 Pianos
- 1987 : Gershwin, I got Rhythm – Music for Two Pianos
- 1988 : Bernstein, Symphonic dances and songs from West Side Story
- 1989 : Poulenc, Concerto pour 2 Pianos (s Boston Symphony Orchestra pod vedením Seidži Ozawy)
- 1989 : Mozart, Piano Concerti (s Berlínskými filharmoniky pod vedením Semjona Byčkova)
- 1990 : Mendelssohn / Bruch, Piano Concerti (s Philharmonia Orchestra)
- 1990 : Love of colours
- 1990 : Dvorak, Slavonic Dances Op. 46 & 72
- 1991 : Encore !
- 1993 : España !
- 1994 : Tchaikovsky, Piano fantasy : music for two pianos
- 1996 : En blanc et noir – Debussy Album
- 1997 : Carnival (další umělci Elton John, Madonna, Paul Simon, James Taylor, Sting, Tina Turner aj.)
- 2001 : Brahms – Tchaikovsky – Debussy (kompilační album)
- 2003 : Piano Fantasy (kompilační album - box 6 CD)
- 2006 : Maurice Ravel
- 2007 : Stravinsky / Debussy
- 2007 : Schubert / Mozart
- 2008 : De fuego y de Agua (s Mayte Martínovou)
- 2009 : Erik Satie
- 2010 : The New CD box
- 2011 : Gershwin–Bernstein, Rhapsody in Blue – West Side Story
- 2011 : Nazareno
- 2013 : Minimalist Dream House
- 2015 : Philip Glass, Double Piano Concerto (pouze na iTunes)

## Filmografie
- 1990 : The Loves of Emma Bardac, dokumentární drama Thomase Mowreyho
- 2000 : The Italian Bach in Vienna, koncert s Il Giardino Armonico
- 2000 : Muž, který plakal, film Sally Potterové
- 2005 : Waldbühne 2005, koncert s Berlínskými filharmoniky pod vedením sira Simona Rattla
- 2005 : Madonna: Bilance s tajemstvím, dokumentární film Jonase Åkerlunda o Madonně
- 2011 : The Labeque way, dokumentární film Felixe Cabeze